# RNA聚合酶III
RNA聚合酶III（又称Pol III）是真核细胞中通过转录DNA来合成核糖体5S rRNA、tRNA等小RNA的酶。
由RNA Pol III转录的基因属于“管家”基因。因为这些基因需要在所有类型的细胞和大多数环境条件中表达，所以Pol III转录的调控主要与细胞增殖和细胞周期关联，需要的调控蛋白少于RNA聚合酶II。然而，在压力下，蛋白质会 MAF1 抑制Pol III的活性。 雷帕霉素 是另一个Pol III抑制剂。

## 转录
任何聚合酶的转录过程都会涉及三个主要阶段：
- 启动，在基因启动子上构建RNA聚合酶复合物。
- 延伸，合成RNA转录物。
- 终止、完成RNA转录和分解RNA聚合酶复合物。

### 起始
起始：启动子上聚合酶复合物的构建。Pol III与Pol II不同，通常不依赖控制序列上游的基因，而是依赖位于被转录基因内的内部控制序列。然而上游序列是偶有发现的，例如U6核内小rna基因和Pol II的启动子一样有一个上游TATA盒。
Pol III的起始分为三类，分别对应于5S rRNA、tRNA和U6 snRNA的起始。在所有情况下，这个过程开始于转录因子与控制序列结合，结束于TFIIIB（RNA聚合酶III的转录因子B，Transcription Factor for polymerase III B）被招募到正在装配的Pol III复合物。TFIIIB由三个亚基组成:TATA结合蛋白（TBP）、TFIIB相关因子（BRF1或BRF2，用于转录脊椎动物Pol iii转录基因的一个子集）和B-double-prime （BDP1）单元。Pol III启动过程的整体结构与Pol II相似。

#### 类型一
类型一通常在编码 5rRNA 的基因被转录时启动：
- TFIIIA（RNA聚合酶III的转录因子A，Transcription Factor for polymerase III A）与基因内5S rRNA控制序列C区（也称为box C）结合。
- TFIIIA作为一个平台，取代了A块和B块，使TFIIIC相对于转录起始位点的定位与tRNA基因的定位相同。
- 一旦TFIIIC与TFIIIA - DNA复合物结合，TFIIIB的组装就会按照类型二的描述进行。

#### 类型二
类型二通常在编码tRNA的基因被转录时启动：
- TFIIIC（RNA聚合酶III的转录因子C，Transcription Factor for polymerase III C）与基因内的两个控制序列A和B（也称为框A和框B）结合。
- TFIIIC作为一种装配因子，使TFIIIB在转录起始位点上游大约26个碱基对的中心位置与DNA结合。
- TFIIIB是在转录起始位点组装Pol III的转录因子。一旦TFIIIB与DNA结合，就不再需要TFIIIC。TFIIIB在启动子开放中也起着重要作用。

#### 类型三
类型三通常在编码 U6snRNA 的基因被转录时启动，这种起始方式只在脊椎动物有记录:
- SNAPc（SNRNA活化蛋白复合物，SNRNA Activating Protein complex;亚基:1,2,3,4,5）（也称为PBP和PTF）与位于转录起始位点上游约55个碱基对的PSE（近端序列元件，Proximal Sequence Element）结合。转录起始位点上游至少200个碱基对与增强子样DSE（远端序列元件）结合的Pol II转录因子Oct1和STAF可以极大地刺激这种装配。snRNA基因的Pol II和Pol III转录过程共享这些因子和启动子元件。
- SNAPc在转录起始位点上游以26对碱基对为中心的TATA盒中组装TFIIIB。TATA盒的存在说明了snRNA基因是由Pol III而不是Pol II转录的。
- 参与U6 snRNA转录进程的TFIIIB包含一个与Brf1同源且小于它的结构域，Brf2。
- TFIIIB是在转录起始位点组装Pol III的转录因子。根据序列保守性预测，含有Brf2的TFIIIB也参与启动子的开放。

### 延伸
不像细菌σ因子和Pol II的大部分基础转录因子那样，在Pol III起始转录后TFIIIA會和5s rRNA結合。因此Pol III所转录基因的转录重新启动率很高。

### 终止
RNA聚合酶III在小polyTs结构域（5-6）（small polyTs stretch (5-6)）处终止转录。RNA聚合酶III的终止与细菌的内源性终止极为相似。有研究表明，多个胸腺嘧啶的终止信号引起RNA聚合酶III的失活，从而使延伸终止并将酶转运至最近的RNA二级结构，进而促进酶的释放。

## 由RNA聚合酶III转录的RNA
从RNA聚合酶III转录的RNA包括：
- tRNA [5]
- 5S核糖体RNA [5]
- U6剪接体RNA [5]
- RNase P和RNase MRP RNA [5]
- 7SL RNA （ 信号识别粒子的RNA组分） [5]
- Vault RNAs [5]
- Y RNA [5]
- SINE （短散布的重复元素） [5]
- 7SK RNA [5]
- 部分microRNAs [5]
- 部分小核仁RNA [5]
- 部分调控反义RNA的基因 [6]